# حرش بيروت

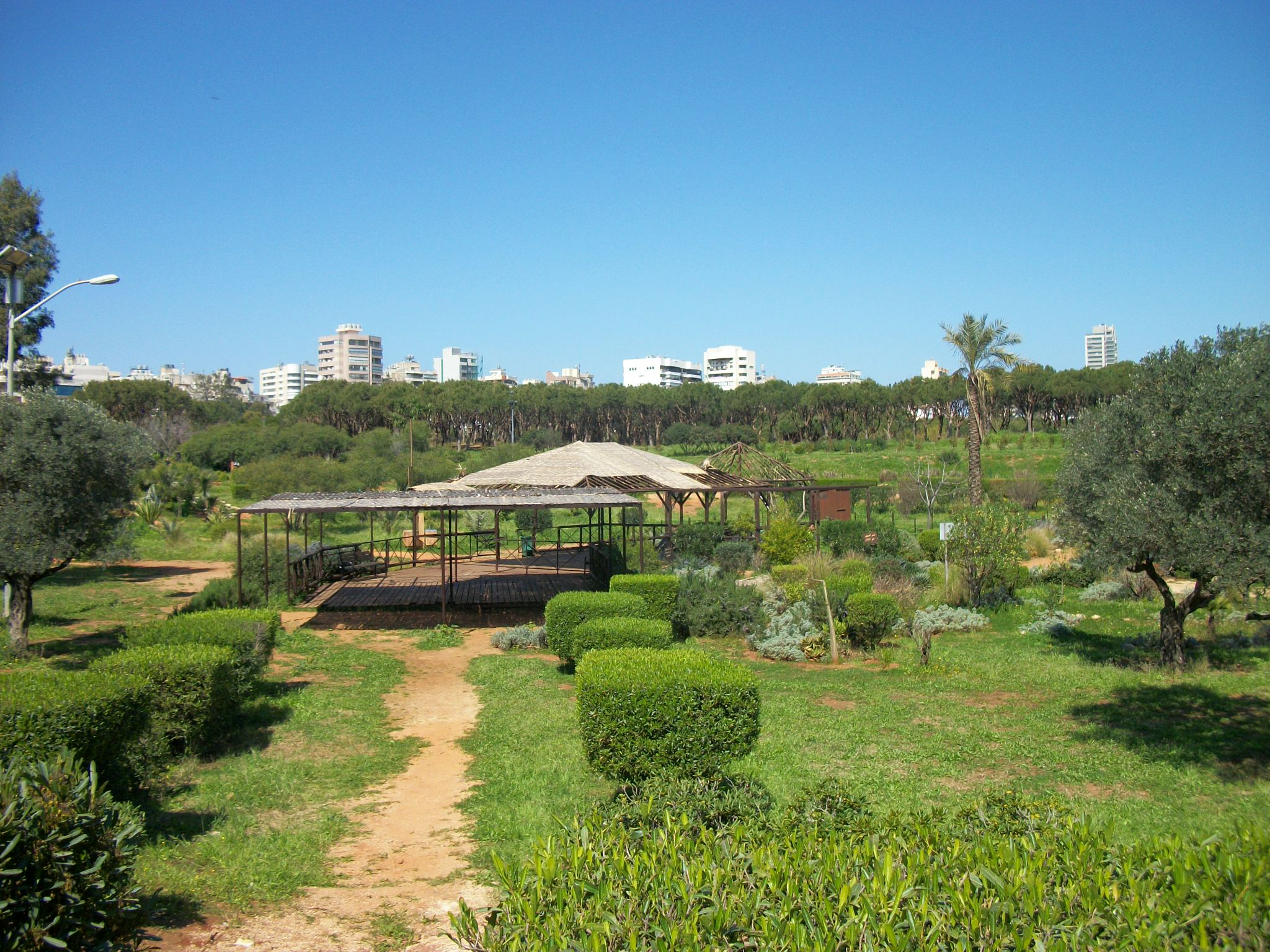
مركز الحديقة

حرش بيروت هي حديقة حضرية في بيروت، لبنان. تُعرف الحديقة أيضًا باسم حرش الصنوبر أو Bois de Pins في الفرنسية؛ إنها تغطي حوالي 300,000 متر مربع من المساحات الخضراء داخل بلدية بيروت.

## التاريخ
في القرن الثالث عشر، أطلق وليام صور على الغابة اسم "La Pinée" أو "Sapinoie". عانى الحرش على مر التاريخ من سوء المعاملة المتكرر للأخشاب خاصة من قبل جيوش الصليبيين والمماليك والعثمانيين وحلفاء الحرب العالمية الثانية لبناء السفن والأسلحة. تم تجزئة أجزاء كبيرة من غابة الصنوبر لتصبح كازينو عثماني في عام 1917 (والتي أصبحت مقر قصر الصنوبر لاحقًا خلال الانتداب الفرنسي على لبنان)، وحلبة سباق الخيل في عام 1921، ومقبرة الشهداء في عام 1958، ومقبرة روضة الشهيدين في السبعينيات. علاوة على ذلك، فإن طرق جديدة عبدت خلال الخمسينيات من القرن الماضي أدت إلى تخطيط بعض بقايا الغابات التي أصبحت خاضعة للصراعات والاستيلاء.
خلال التاريخ الحديث، تعرض الحرش إلى قصف إسرائيلي أثناء الغزو الإسرائيلي للبنان عام 1982. تم تحويل جزء كبير منه إلى مخيم للاجئين الفلسطينيين. تحولت الغابة من غابة صنوبر تزيد مساحتها عن 1,250,000 متر مربع في عام 1696، إلى حديقة تزيد مساحتها عن 800,000 متر مربع في عام 1967 (أي ≈ 5% من مساحة بلدية بيروت)، واليوم، أصبح حرش الصنوبر حديقة مساحتها 300000 متر مربع عند الحدود الجنوبية للمدينة يحدها شارع عمر بيهم، شارع 22 نوفمبر، وشارع عبد الناصر. انها تقع على امتداد طريق المطار القديمة وسط مناطق المزرعة، طريق الجديدة، قصقص، صبرا، غبيري ، الشياح، فرن-الشباك، وبدارو في حين يفصلها من راس النبعة ميدان سباق الخيل في بيروت.
أعيد بناء حرش بيروت بعد انتهاء الحرب الأهلية اللبنانية وقد أُغلقت أبوابه لمدة 25 عامًا تقريبًا. كان على المواطنين اللبنانيين تقديم طلب للحصول على تصريح يسمح لهم بزيارة الحرش ولم يكن لديهم فرصة للحصول على التصريح الا إذا كانوا أكبر من 35 عامًا. في الوقت عبنه، وردت تقارير تفيد بأن الأجانب الغربيين كانوا يحصلون على إذن فيما كانت ترفض طلبات اللبنانيين. لقد احتج سكان بيروت مرارًا وتكرارًا على رفض الوصول إلى الحديقة بما في ذلك سياسات الوصول غير المتكافئة لزوار الحديقة الغربيين وغير الغربيين. ومع ذلك، انتهى الأمر بإعادة فتح الحرش أمام العامة من قبل محافظ بيروت زياد شبيب في 3 سبتمبر 2015، في ما اعتبر انتصارًا للمجتمع المدني بعد المطالبة المستمرة بإعادة فتحه لجميع المواطنين اللبنانيين.

## الصور

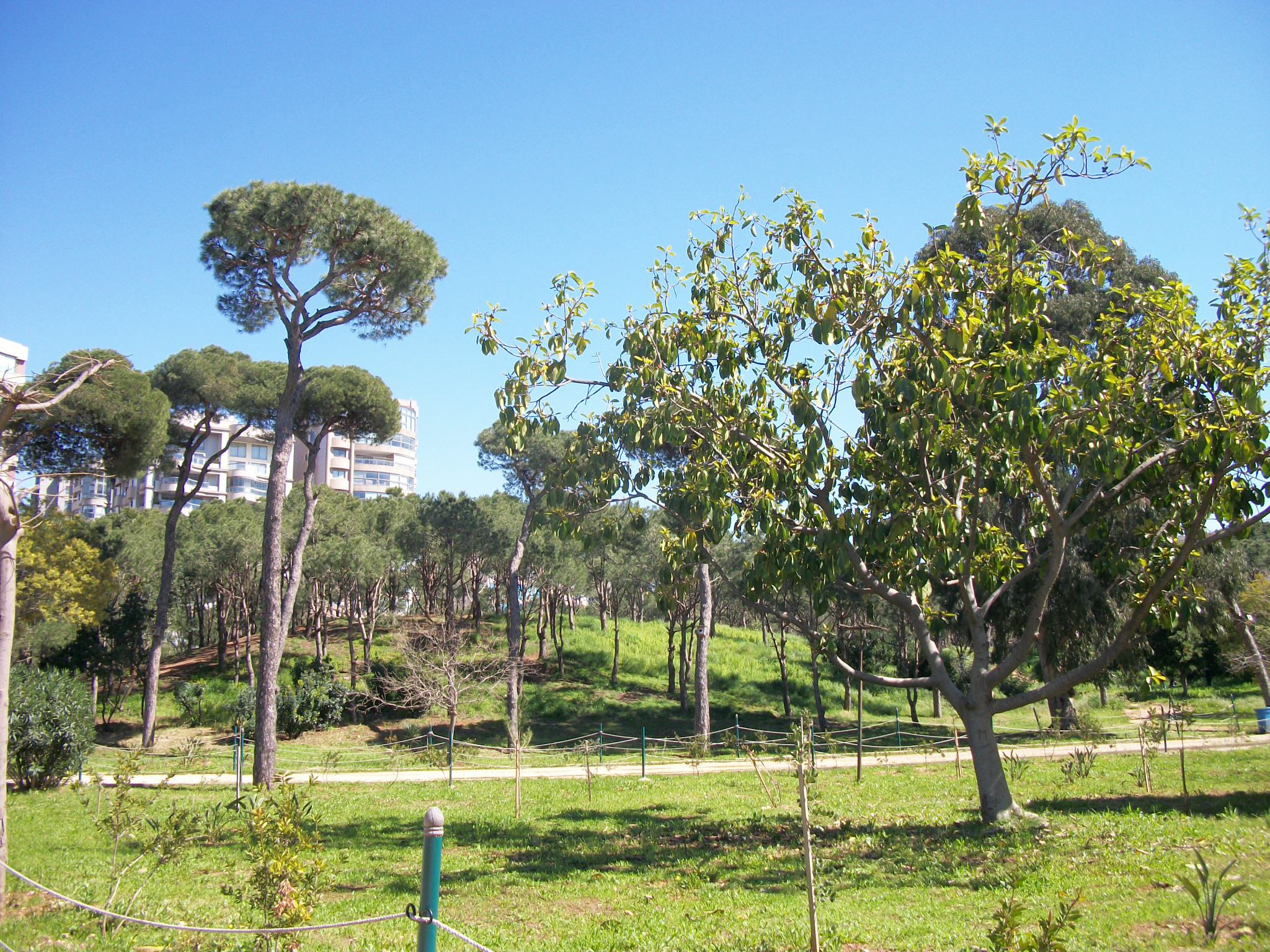
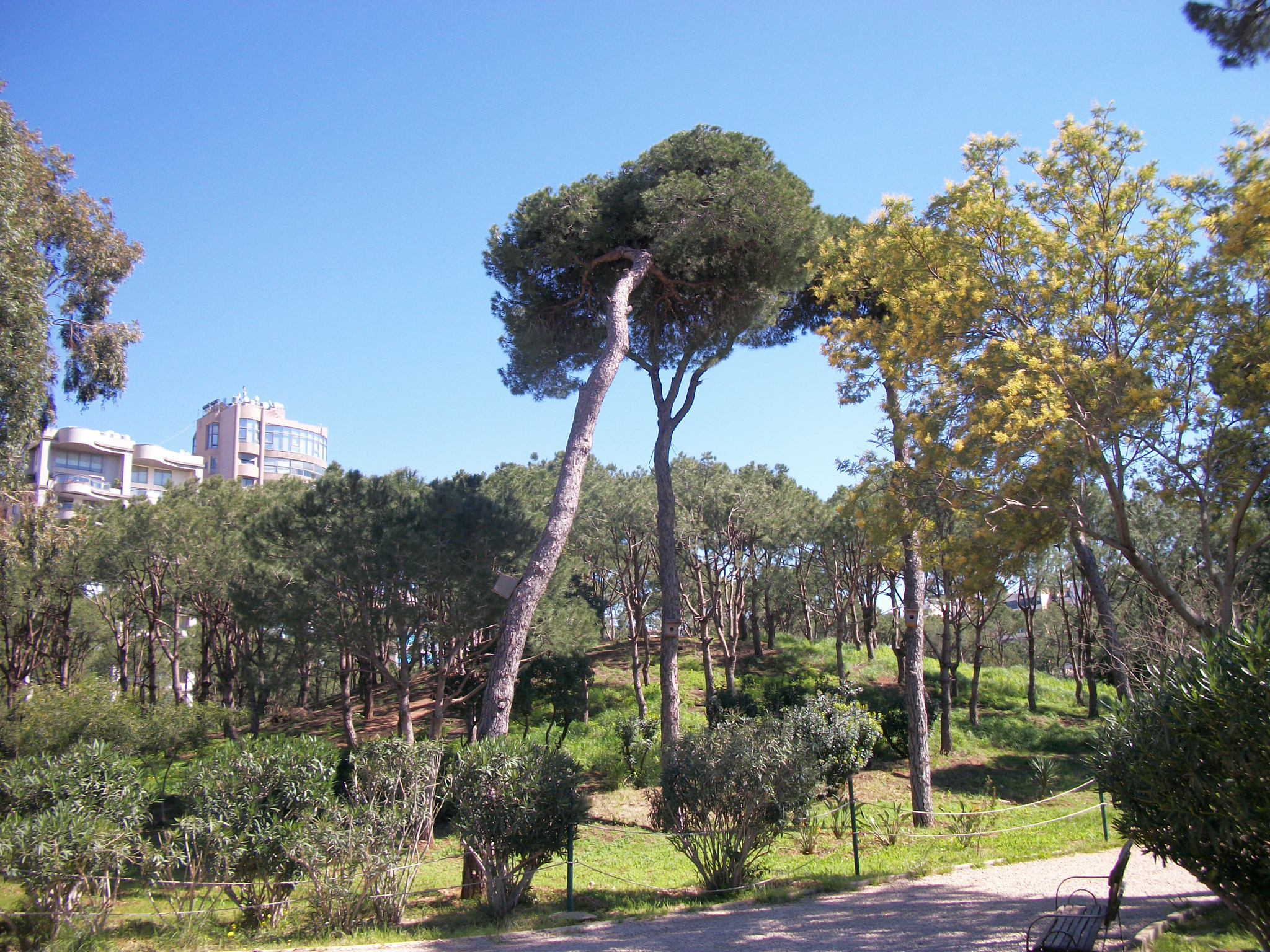
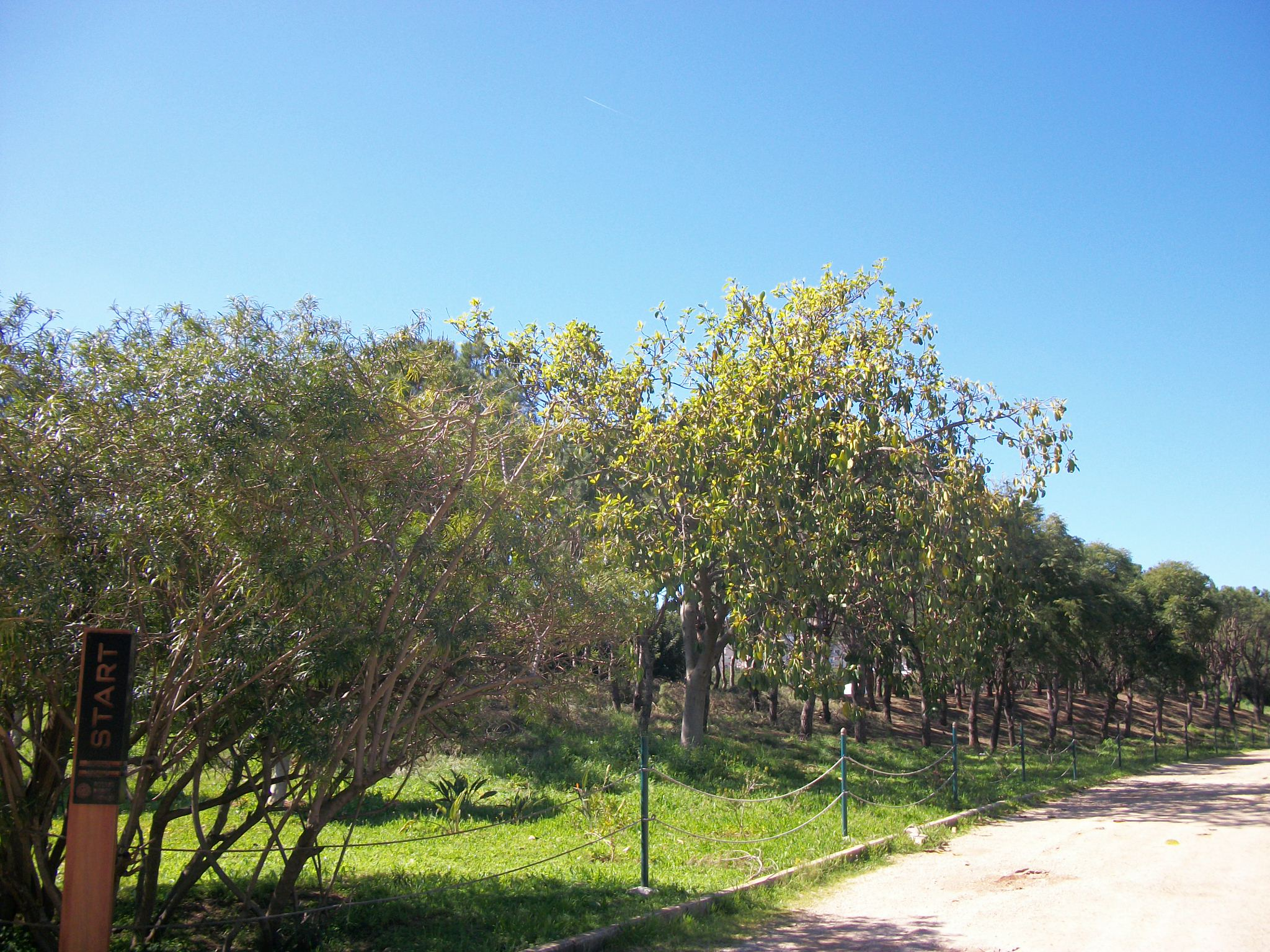
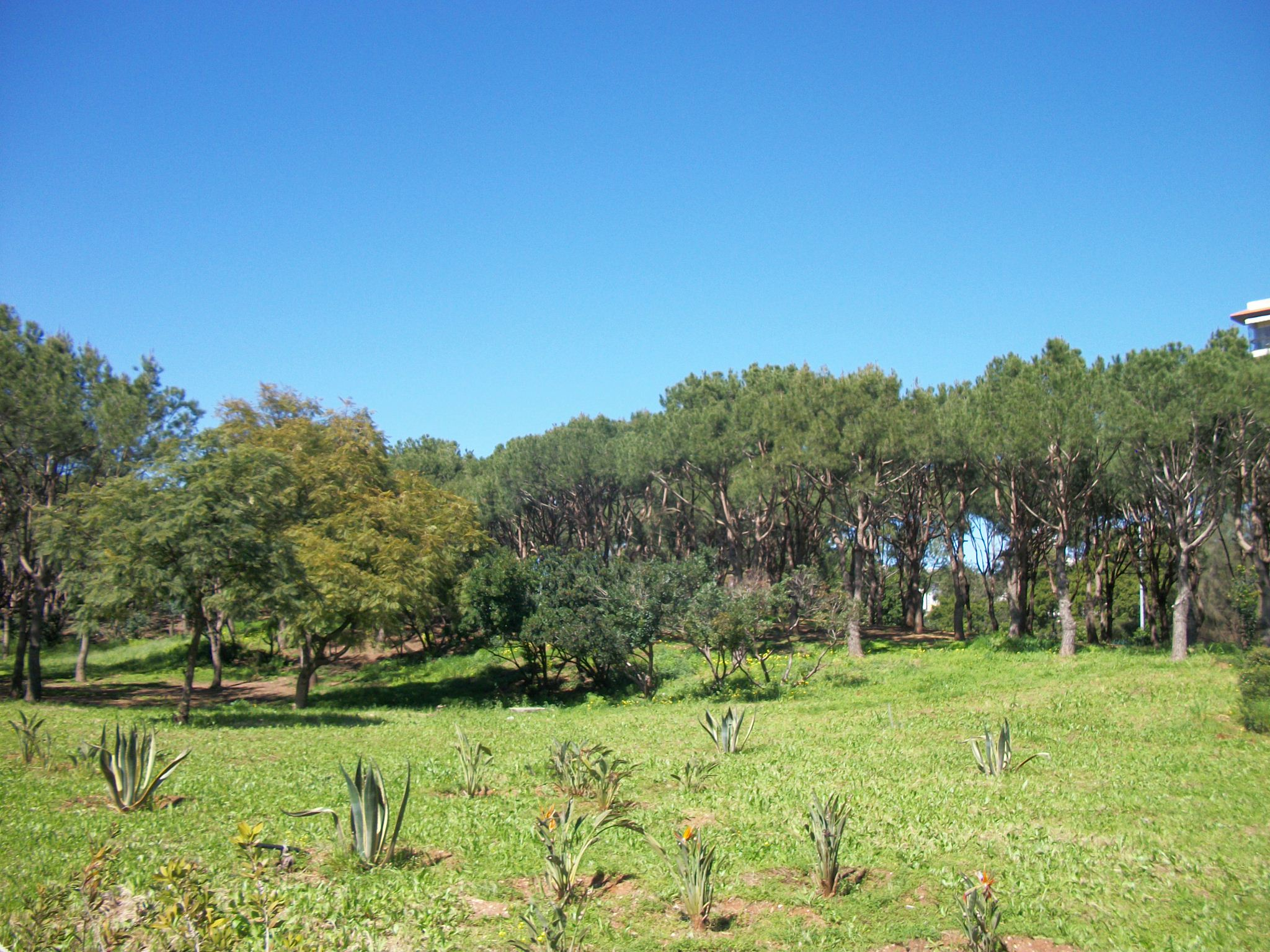
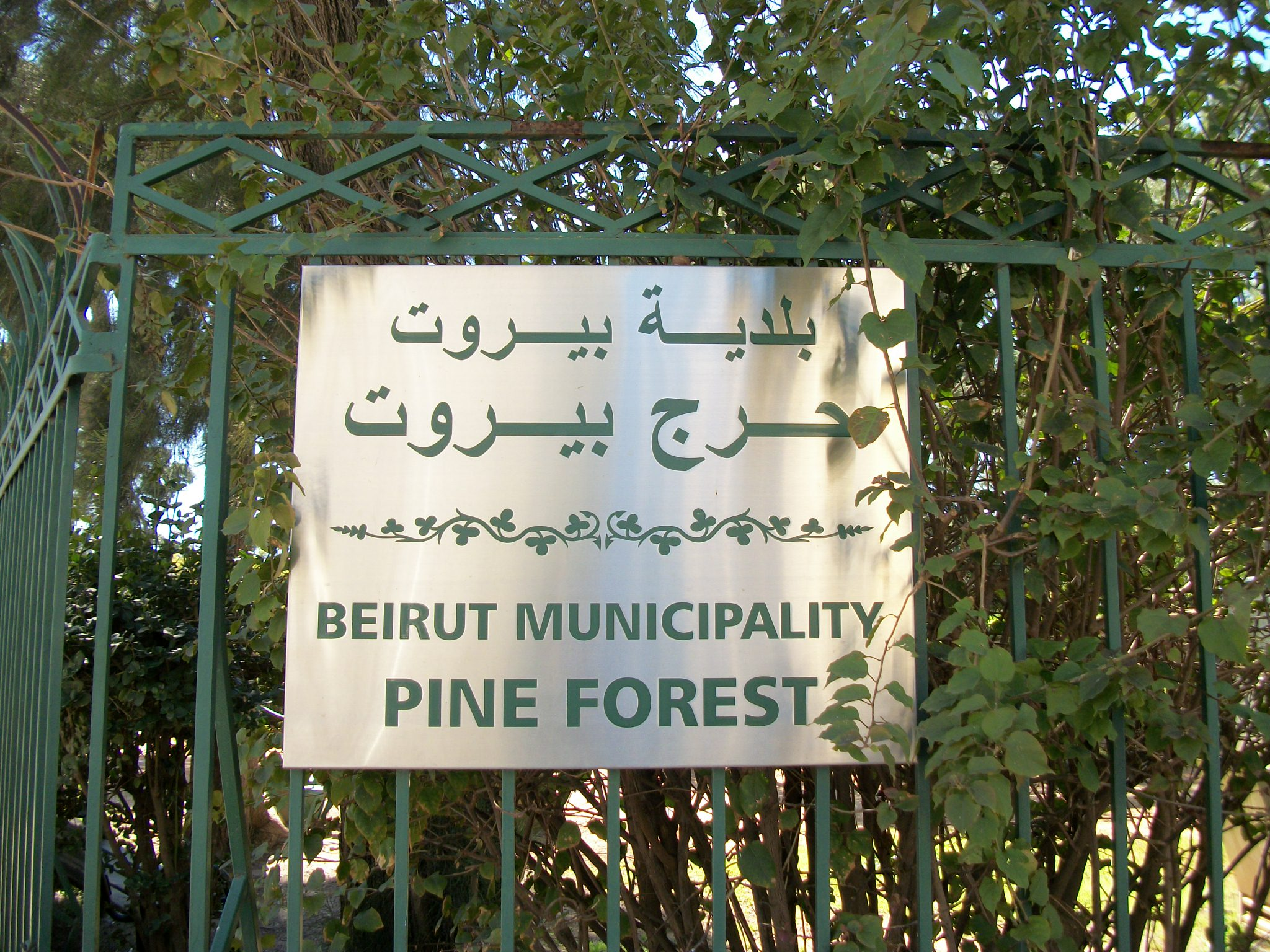
التاشيرة على مدخل الحرش من ناحية بدارو
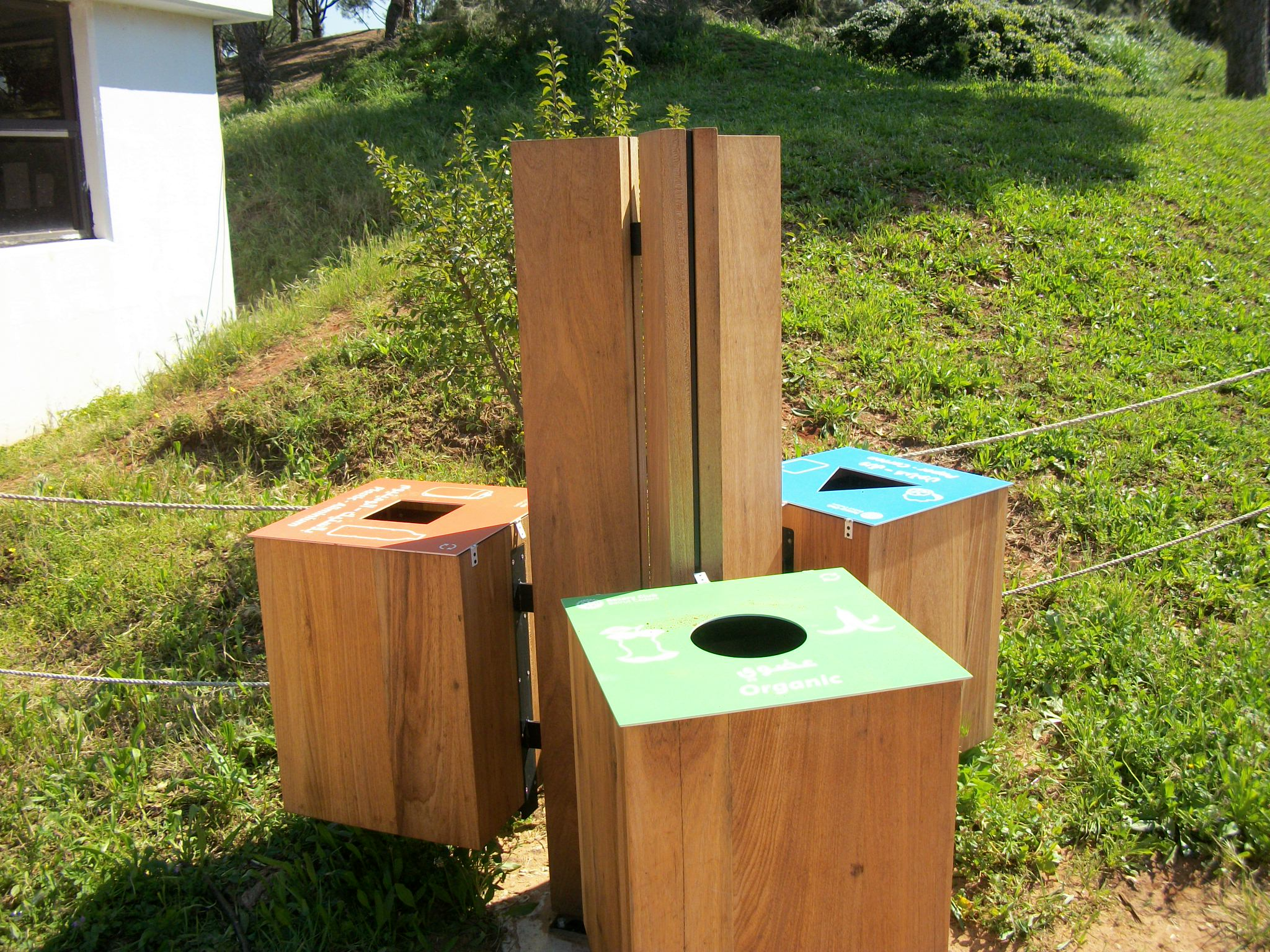
عبوات الفرز في وسط الحديقة
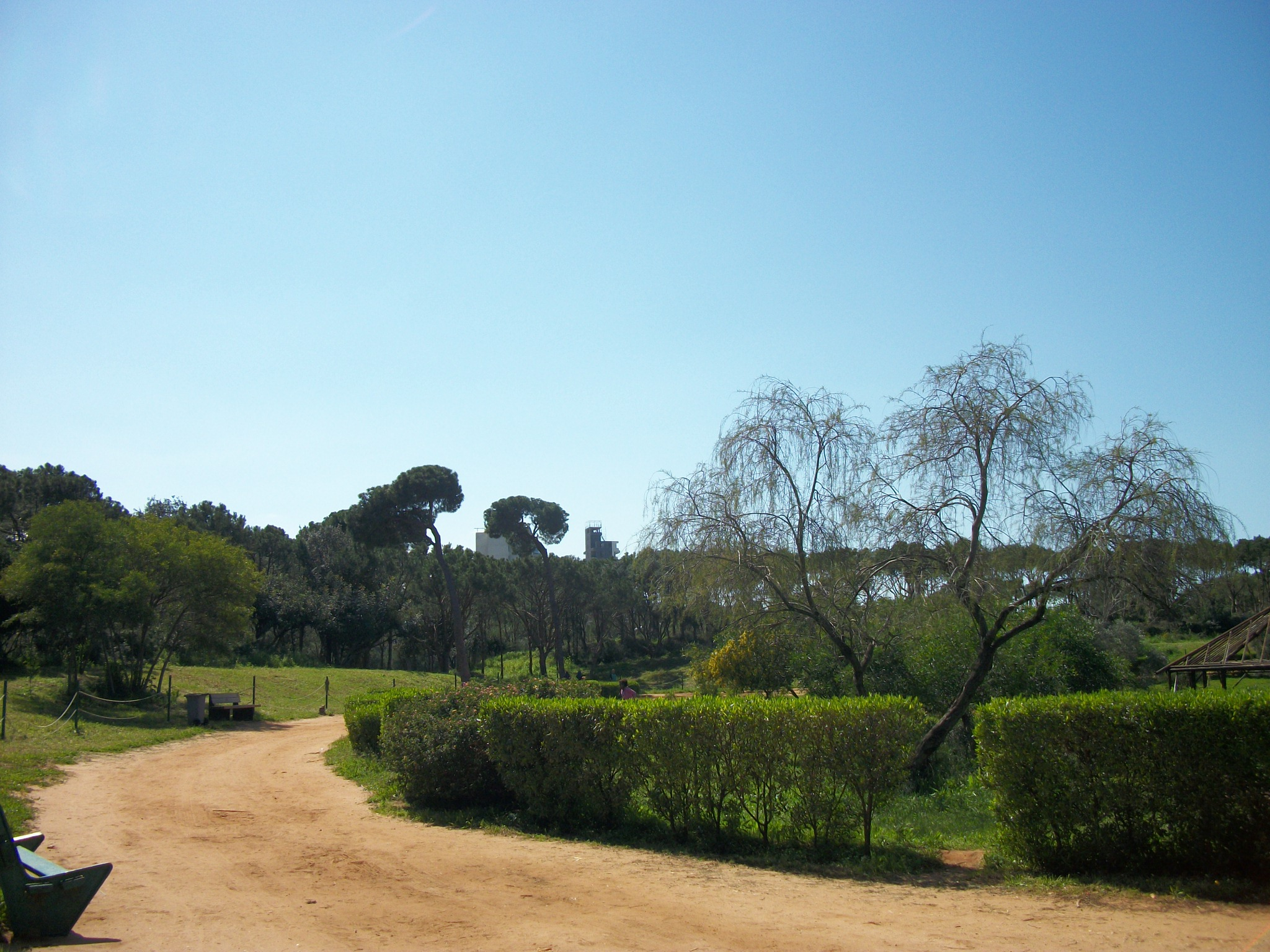
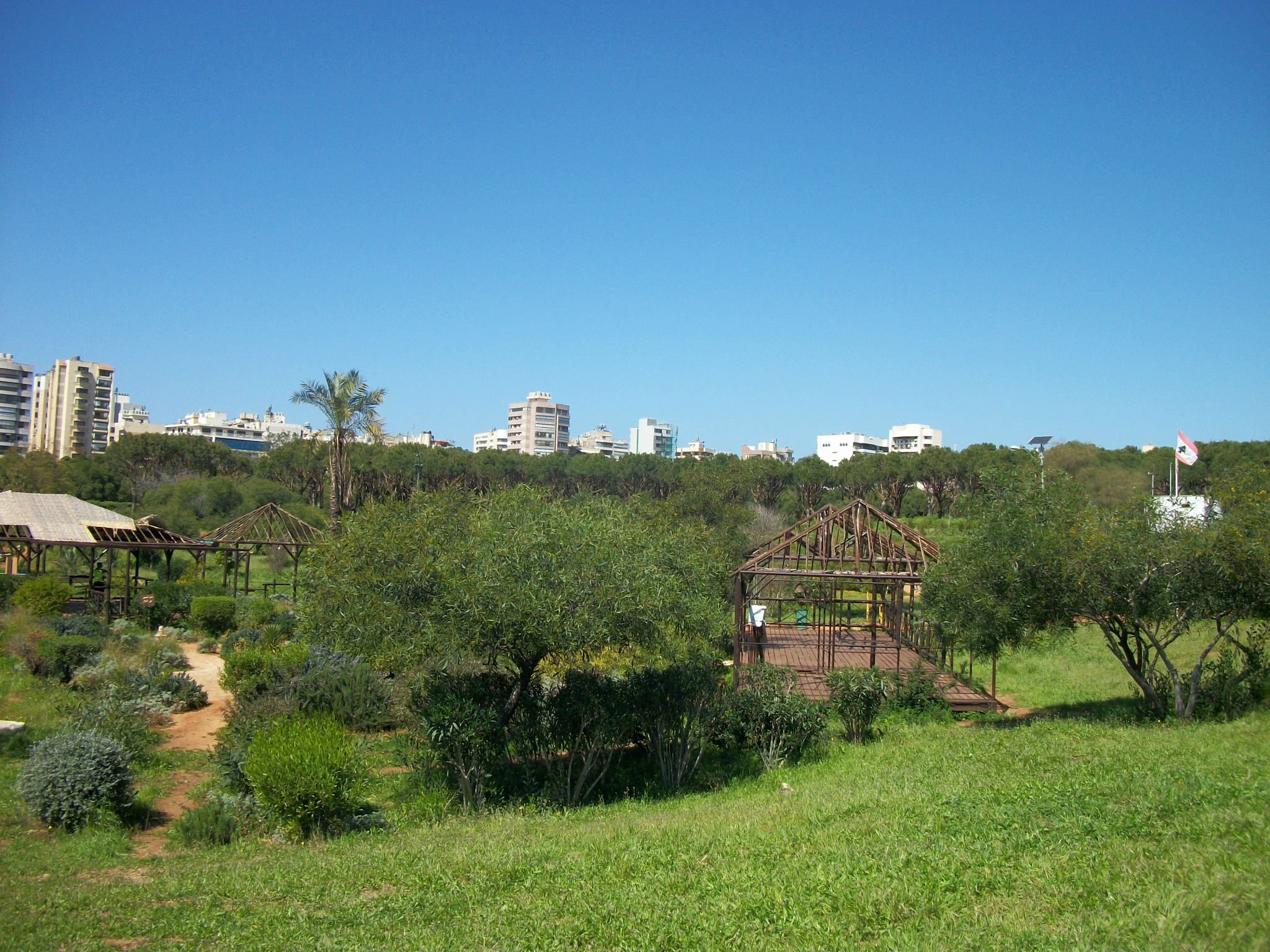
وسط الحديقة

1. 1 2  مذكور في: خادم الأسماء الجغرافية (GNS). تاريخ النشر: 11 يونيو 2018. معرف ميزة  GNS: 6317930.
2. ↑  دويل، بول. لبنان، دليل برادت للسياحة، 2012، صفحة 153.
3. ↑  غيوم دي تاير نسخة محفوظة 28 مارس 2019 على موقع واي باك مشين.
4. ↑  الوالي، ت. (1993). بيروت في طريق الحضارة والعمران (بيروت: التاريخ والثقافة والعمران) بيروت: دار العلم للملايين. ص. 106-107.
5. ↑  "Public spaces in the Middle East". ذي إيكونوميست. 11 يونيو 2016. مؤرشف من الأصل في 2018-04-09. اطلع عليه بتاريخ 2016-06-11.
6. ↑  الوالي، ت. (1993). بيروت في طريق الحضارة والعمران (بيروت: التاريخ والثقافة والعمران) بيروت: دار العلم للملايين.
7. ↑  "نسخة مؤرشفة". مؤرشف من الأصل في 2017-09-19. اطلع عليه بتاريخ 2019-03-30.
8. 1 2 3 4  Closed to the Public for Decades, Beirut’s Only Park May Re-Open This Year – Next City نسخة محفوظة 30 مارس 2019 على موقع واي باك مشين.
9. ↑  https://www.youtube.com/watch؟v=zXfM93OFGNQ نسخة محفوظة 5 يونيو 2020 على موقع واي باك مشين.

- الوالي، ت. (1993). بيروت في التاريخ والحضارة والعمران (بيروت: التاريخ والثقافة والعمران). بيروت: دار العلم للملايين.

## روابط خارجية
- صورة جوية